# Celosia longifolia
Celosia longifolia är en amarantväxtart som beskrevs av Carl Friedrich Philipp von Martius. Celosia longifolia ingår i släktet celosior, och familjen amarantväxter. Inga underarter finns listade i Catalogue of Life.